# KGM 렉스턴 스포츠
KGM 무쏘 스포츠(KGM Musso Sports)는 대한민국의 KGM이 2018년부터 생산하고 있는 픽업 트럭으로, 코란도 스포츠의 후속 차종으로 개발되어 G4 렉스턴과 차체와 부품 등을 일부 공유한다. 

## 1세대(Q200)

### 렉스턴 스포츠(2018년1월~2021년4월)
2018년 1월 8일에 출시되었다. 적재 용량은 1011ℓ(VDA 기준)이며, 파워 아웃렛(12V, 120W)과 회전식 데크 후크가 적용되어 활용성을 높였다. 차체의 79.2%에 고장력 강판이 적용되었고, LCA(차선 변경 보조 시스템), RCTA(후측방 경고 시스템), BSD(사각지대 감지 시스템) 등이 포함된 스마트 드라이빙 패키지와 6 에어백 등이 적용되어 안전성을 높였다. 181마력의 2.2ℓ 디젤 엔진에 6단 수동변속기나 아이신제 6단 자동 변속기가 조합되며, 후륜구동과 파트 타임 4륜구동으로 나뉜다.
2019년 1월 3일에는 적재함의 공간과 최대적재량을 늘린 렉스턴 스포츠 칸이 출시되었다. 기존의 렉스턴 스포츠와는 달리 다이내믹 5링크 서스펜션(최대적재량 500kg), 파워 리프 서스펜션(최대적재량 700kg) 두가지 타입으로 판매를 한다.
2019년 9월 1일에는 렉스턴 스포츠와 렉스턴 스포츠 칸에 상관없이 강화되는 유로 6d 환경 규제에 대응하기 위하여 요소수를 넣는 방식으로 변경되었다.

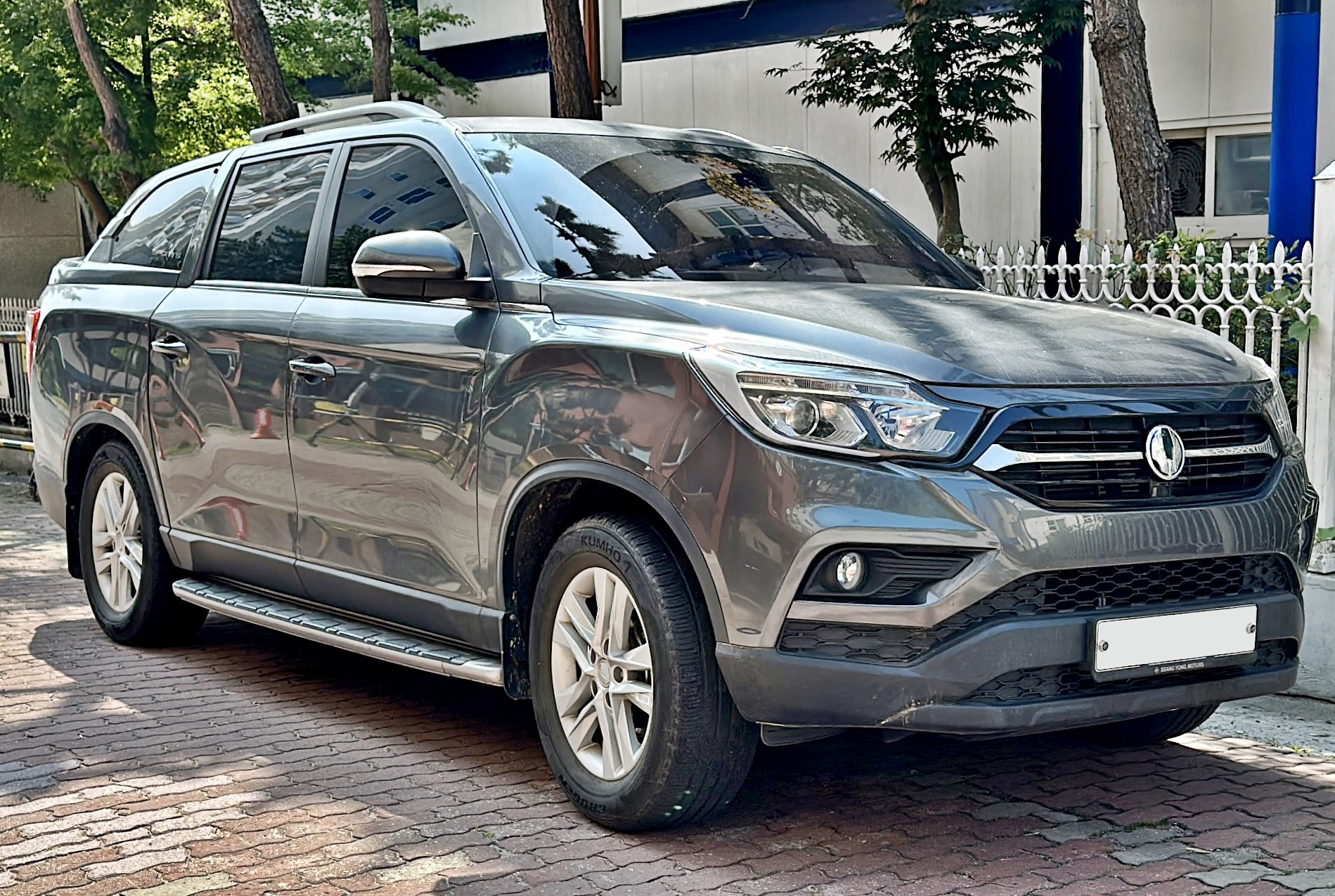
렉스턴 스포츠
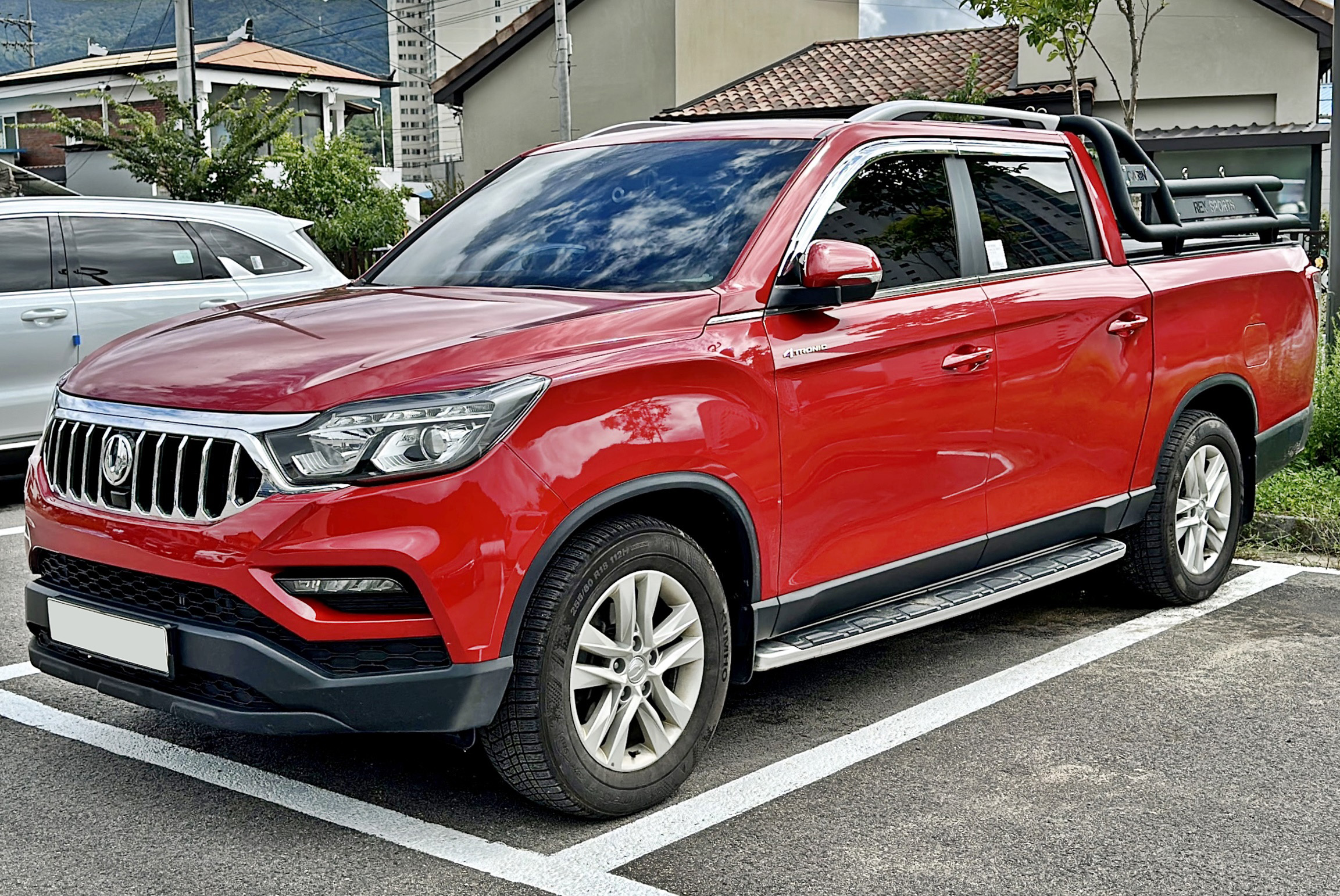
렉스턴 스포츠 칸

상세 제원
| 전장 (mm)            | 5,095 5,405(칸) | 5,095 5,405(칸) |                                                                             |                                                                             |
| 전폭 (mm)            | 1,950(모두동일) | 1,950(모두동일) |                                                                             |                                                                             |
| 전고 (mm)            | 1,840 1,870(샤크핀 안테나 장착시) 1,855(칸) 1,885(칸)(샤크핀 안테나 장착시)                                                                                                 | 1,840 1,870(샤크핀 안테나 장착시) 1,855(칸) 1,885(칸)(샤크핀 안테나 장착시)                                                                                                | 1,840 1,870(샤크핀 안테나 장착시) 1,855(칸) 1,885(칸)(샤크핀 안테나 장착시) | 1,840 1,870(샤크핀 안테나 장착시) 1,855(칸) 1,885(칸)(샤크핀 안테나 장착시) |
| 축거 (mm)            | 3,100 3,210(칸) | 3,100 3,210(칸) |                                                                             |                                                                             |
| 윤거 (전, mm)        | 1,620 1,640 | 1,620 1,640 |                                                                             |                                                                             |
| 윤거 (후, mm)        | 1,620 1,640 | 1,620 1,640 |                                                                             |                                                                             |
| 승차 정원            | 5명 | 5명 |                                                                             |                                                                             |
| 변속기               | 수동 6단(렉스턴스포츠 와일드 트림모델 에만 적용) 자동 6단(모두동일) | 수동 6단(렉스턴스포츠 와일드 트림모델 에만 적용) 자동 6단(모두동일) |                                                                             |                                                                             |
| 구동 형식            | 후륜 구동 | 4륜 구동 |                                                                             |                                                                             |
| 서스펜션(전/후)      | 더블 위시본/5링크 코일 스프링 더블 위시본/5링크 코일 스프링,리프 스프링(칸)                                                                                                 | 더블 위시본/5링크 코일 스프링 더블 위시본/5링크 코일 스프링,리프 스프링(칸)                                                                                                |                                                                             |                                                                             |
| 엔진 형식            | 672960(모두동일) | 672960(모두동일) |                                                                             |                                                                             |
| 연료                 | 디젤(모두동일) | 디젤(모두동일) |                                                                             |                                                                             |
| 배기량 (cc)          | 2,157(모두동일) | 2,157(모두동일) |                                                                             |                                                                             |
| 최고 출력 (ps/rpm)   | 181/4000(모두동일) | 181/4000(모두동일) |                                                                             |                                                                             |
| 최대 토크 (kg*m/rpm) | 40.8/1,400~2,800 | 40.8/1,400~2,800 |                                                                             |                                                                             |
| 연료 탱크 용량 (ℓ)   | 75(모두동일) | 75(모두동일) |                                                                             |                                                                             |
| 요소수 탱크 용량 (ℓ) | 20(모두동일) | 20(모두동일) |                                                                             |                                                                             |
| 공차 중량 (kg)       | 1,990(수동 6단) 2,000(자동 6단) (이후 2,050(수동 6단) 2,060(자동 6단)로 변경)                                                                                               | 2,090(수동 6단) 2,100(자동 6단) (이후 2,150(수동 6단) 2,160(자동 6단)로 변경)                                                                                              |                                                                             |                                                                             |
| 연비 (km/ℓ)          | 도심 10.4/고속 11.8/복합 11.0(수동 6단) 도심 9.2/고속 11.4/복합 10.1(자동 6단) (이후 도심 10.6/고속 12.2/복합 11.3(수동 6단) 도심 9.4/고속 11.7/복합 10.4(자동 6단)로 변경) | 도심 10.0/고속 11.7/복합 10.7(수동 6단) 도심 9.0/고속 10.9/복합 9.8(자동 6단) (이후 도심 10.1/고속 12.1/복합 11.0(수동 6단) 도심 9.1/고속 11.4/복합 10.1(자동 6단)로 변경) |                                                                             |                                                                             |
| Co2 배출량 (g/km)    | 176(수동 6단) 194(자동 6단) (이후 177(수동 6단) 188(자동 6단)로 변경) | 181(수동 6단) 199(자동 6단) (이후 177(수동 6단) 194(자동 6단)로 변경) |                                                                             |                                                                             |

### 더 뉴 렉스턴 스포츠(2021년4월~ )
코드명은 Q250이고, 2021년 4월에 페이스리프트가 이루어졌다. 헤드램프는 그대로 하면서 앞 범퍼와 그릴이 커졌고, 사이드 펜더의 몰딩을 두껍게 변경되었다. LED 테일램프가 새롭게 적용되었다. 칸에는 와일드 트림이 새로 추가되었다. 엔진은 기존의 엔진을 바탕으로 196마력으로 증가하였고, 변속기는 아이신 6단 자동변속기/현대트랜시스 6단 수동변속기가 그대로 적용되었으나 2023년에 대한민국 내수용 모델은 수동변속기가 삭제됐다.
KG모빌리티가 무쏘를 픽업트럭 브랜드로 부활하기로 결정함에 따라, 2025년 2월 25일에 렉스턴 스포츠에서 무쏘 스포츠로 모델명이 변경됐다.

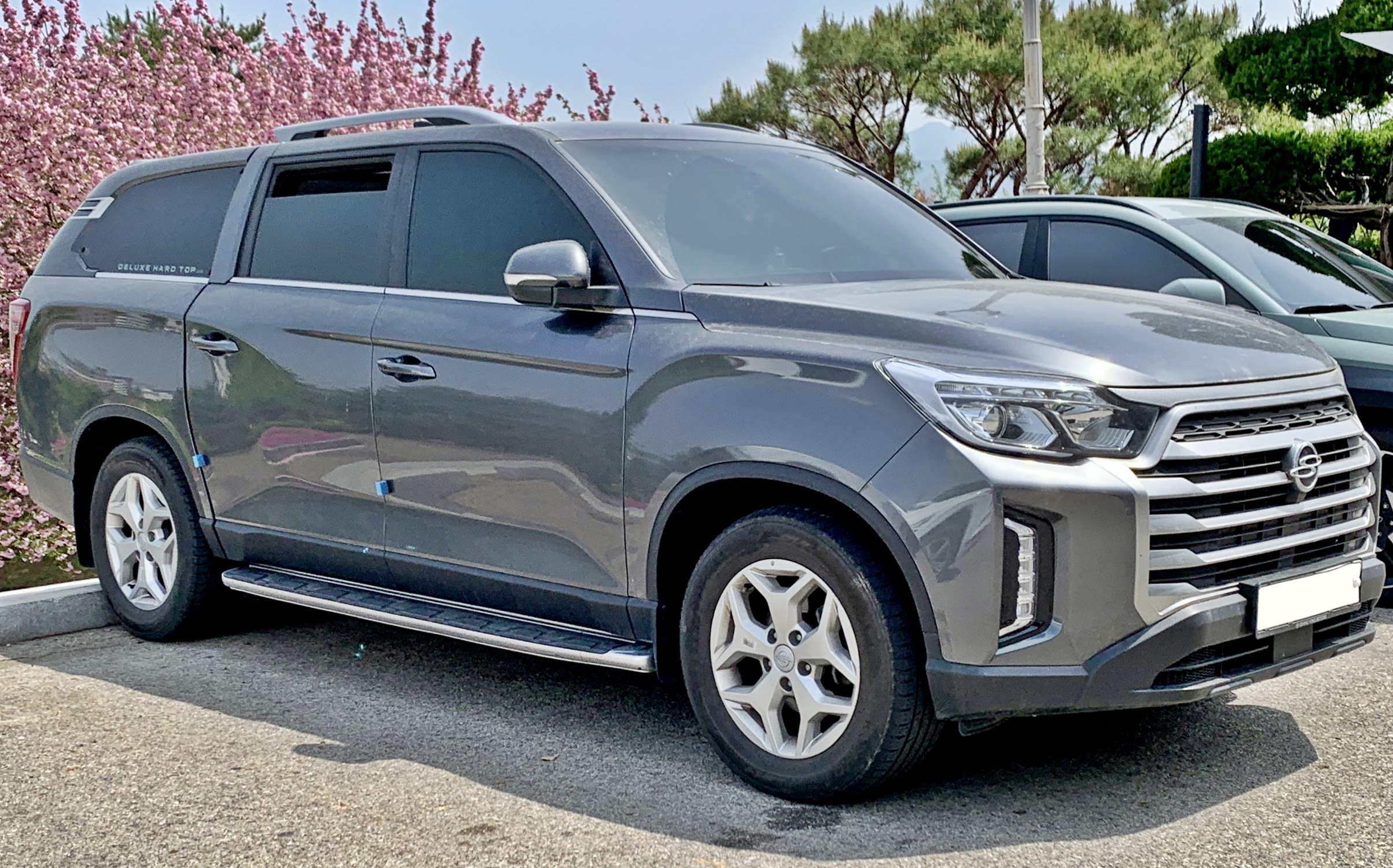
렉스턴 스포츠 페이스리프트
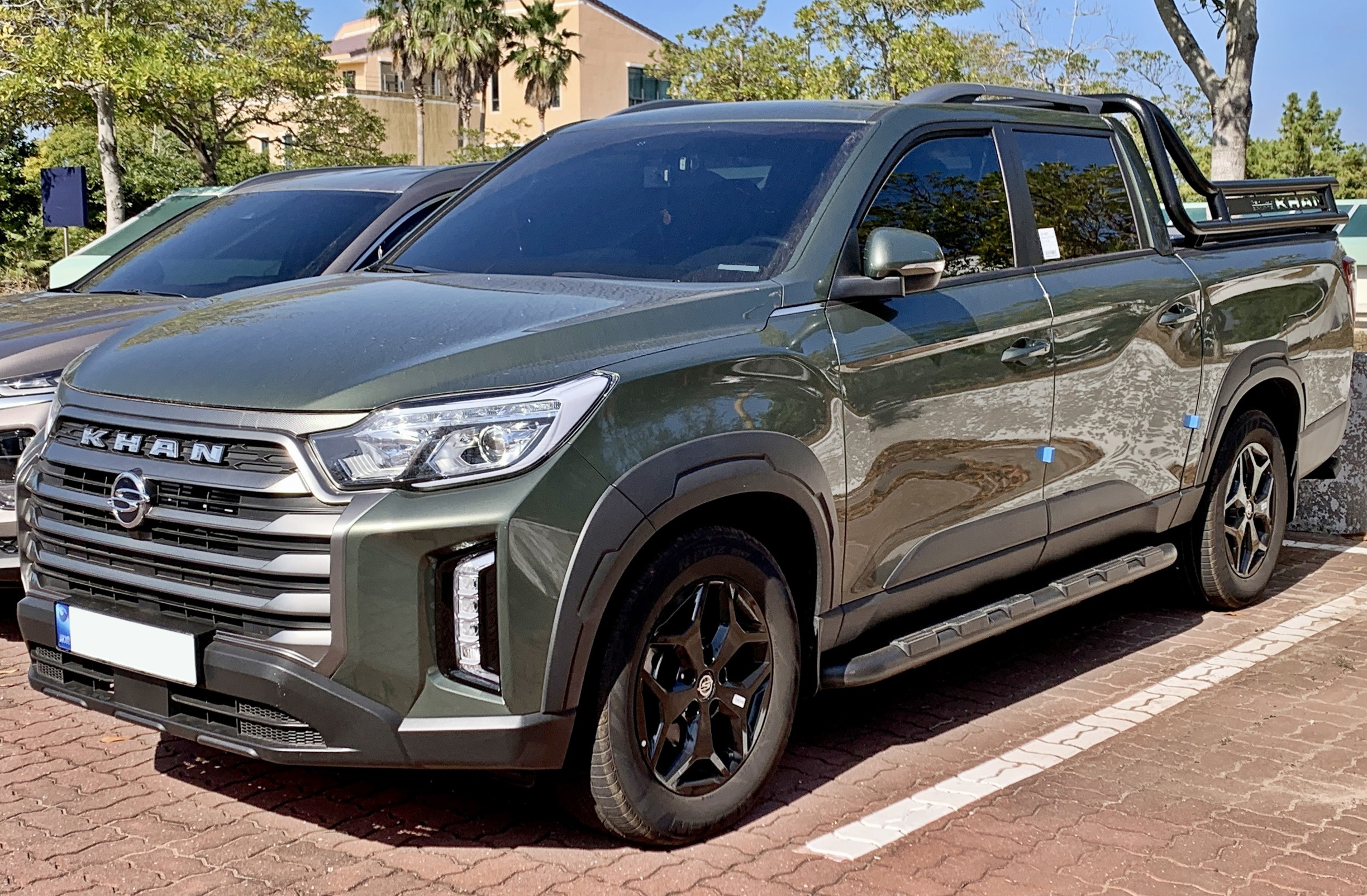
렉스턴 스포츠 칸 페이스리프트
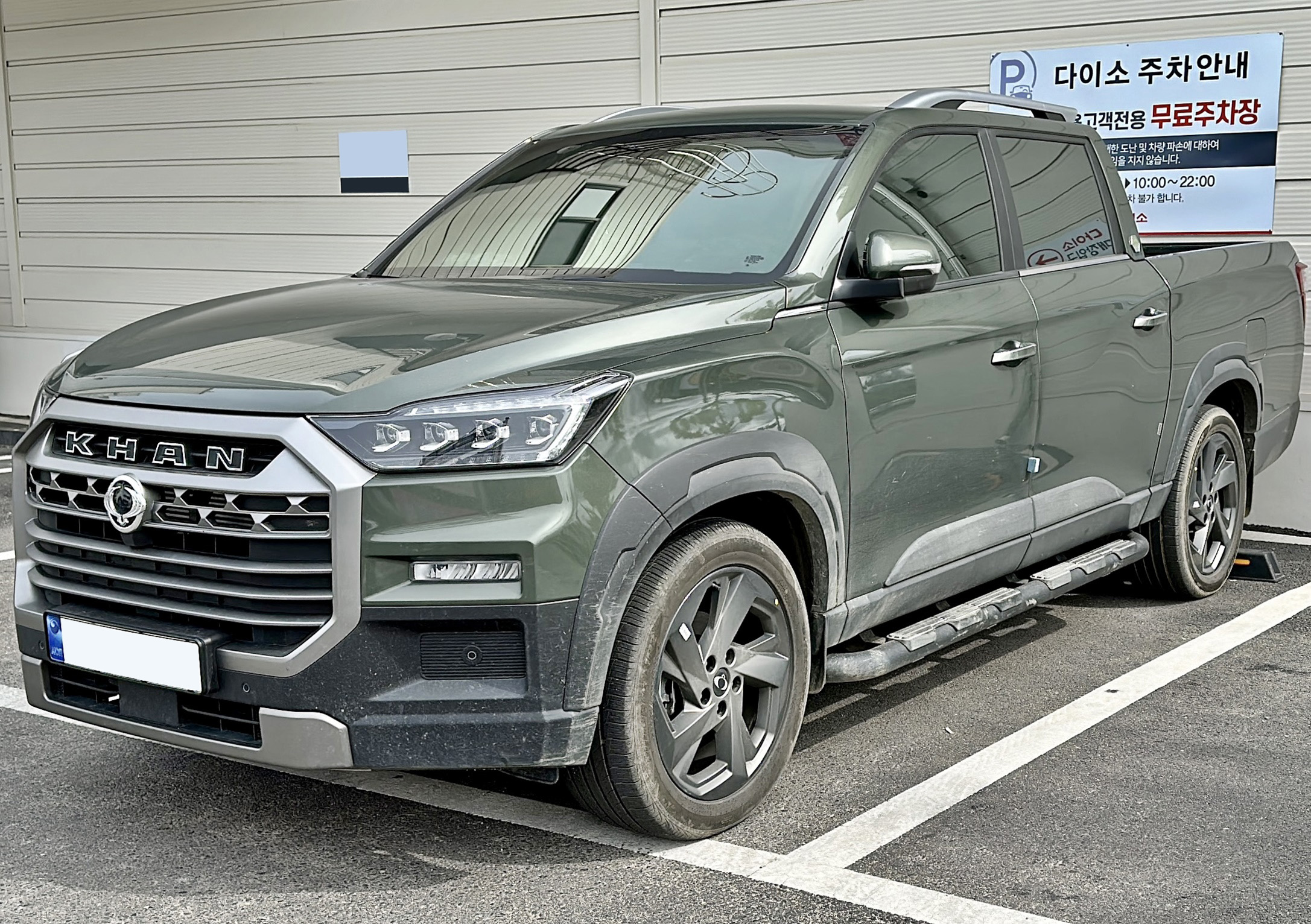
렉스턴 스포츠 칸 쿨멘 2차 페이스리프트

상세 제원
| 전장 (mm)            | 5,095 5,405(칸)                                                             | 5,095 5,405(칸)                                                             |                                                                             |                                                                             |
| 전폭 (mm)            | 1,950(모두동일)                                                             | 1,950(모두동일)                                                             |                                                                             |                                                                             |
| 전고 (mm)            | 1,840 1,870(샤크핀 안테나 장착시) 1,855(칸) 1,885(칸)(샤크핀 안테나 장착시) | 1,840 1,870(샤크핀 안테나 장착시) 1,855(칸) 1,885(칸)(샤크핀 안테나 장착시) | 1,840 1,870(샤크핀 안테나 장착시) 1,855(칸) 1,885(칸)(샤크핀 안테나 장착시) | 1,840 1,870(샤크핀 안테나 장착시) 1,855(칸) 1,885(칸)(샤크핀 안테나 장착시) |
| 축거 (mm)            | 3,100 3,210(칸)                                                             | 3,100 3,210(칸)                                                             |                                                                             |                                                                             |
| 윤거 (전, mm)        | 1,620 1,640                                                                 | 1,620 1,640                                                                 |                                                                             |                                                                             |
| 윤거 (후, mm)        | 1,620 1,640                                                                 | 1,620 1,640                                                                 |                                                                             |                                                                             |
| 승차 정원            | 5명                                                                         | 5명                                                                         |                                                                             |                                                                             |
| 변속기               | 수동 6단(렉스턴스포츠 와일드 트림모델 에만 적용) 자동 6단(모두동일)         | 수동 6단(렉스턴스포츠 와일드 트림모델 에만 적용) 자동 6단(모두동일)         |                                                                             |                                                                             |
| 구동 형식            | 후륜 구동                                                                   | 4륜 구동                                                                    |                                                                             |                                                                             |
| 서스펜션(전/후)      | 더블 위시본/5링크 코일 스프링 더블 위시본/5링크 코일 스프링,리프 스프링(칸) | 더블 위시본/5링크 코일 스프링 더블 위시본/5링크 코일 스프링,리프 스프링(칸) |                                                                             |                                                                             |
| 엔진 형식            | 672960(모두동일)                                                            | 672960(모두동일)                                                            |                                                                             |                                                                             |
| 연료                 | 디젤(모두동일)                                                              | 디젤(모두동일)                                                              |                                                                             |                                                                             |
| 배기량 (cc)          | 2,157(모두동일)                                                             | 2,157(모두동일)                                                             |                                                                             |                                                                             |
| 최고 출력 (ps/rpm)   | 196/(모두동일)                                                              | 196/(모두동일)                                                              |                                                                             |                                                                             |
| 최대 토크 (kg*m/rpm) | /                                                                           | /                                                                           |                                                                             |                                                                             |
| 연료 탱크 용량 (ℓ)   | 75(모두동일)                                                                | 75(모두동일)                                                                |                                                                             |                                                                             |
| 요소수 탱크 용량 (ℓ) | 20(모두동일)                                                                | 20(모두동일)                                                                |                                                                             |                                                                             |
| 공차 중량 (kg)       |                                                                             |                                                                             |                                                                             |                                                                             |
| 연비 (km/ℓ)          |                                                                             |                                                                             |                                                                             |                                                                             |
| Co2 배출량 (g/km)    |                                                                             |                                                                             |                                                                             |                                                                             |